# Turn Up the Music
Turn Up the Music är en låt av Chris Brown. Den släpptes 10 februari 2012.